# Harwood Museum of Art

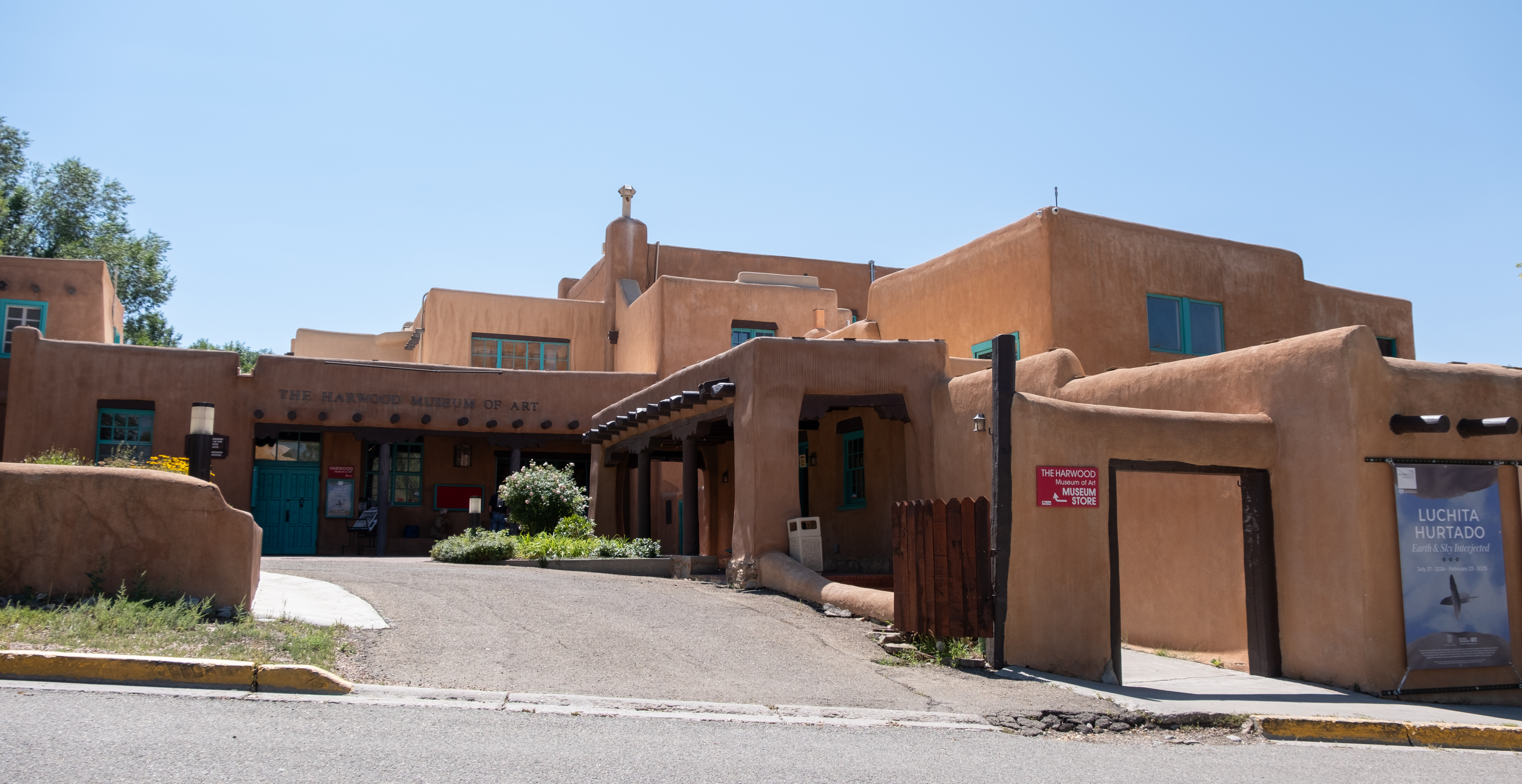
The Harwood Museum of Art in Taos, Eingang

Das Harwood Museum of Art ist ein Kunstmuseum in Taos, New Mexico. Seine Sammlungen umfassen ein breites Spektrum hispanischer Werke und bildender Kunst der Taos Society of Artists, Taos Moderns und zeitgenössischer Künstler. Das Museum wurde 1935 von der University of New Mexico erworben. Besonders hervorzuheben ist die Agnes Martin Gallery, die sieben Gemälde beherbergt, die von der Künstlerin Agnes Martin gestiftet wurden. Der Raum wurde nach den Vorgaben der Künstlerin gestaltet.

## Geschichte
Das Harwood Museum of Art wurde 1923 von der Harwood Foundation gegründet. Es ist das zweitälteste Kunstmuseum in New Mexico. Burt und Elizabeth Harwood, die 1916 nach Taos zogen, erwarben eine Gruppe kleiner Adobelehmbauten in der Ledoux Street und nannten den Komplex El Pueblito. Sie öffneten ihre private Bibliothek für die Öffentlichkeit und organisierten Ausstellungen von Keramik, Textilien, Holzskulpturen und Kunst. 1929 eröffnete die Universität von New Mexico eine Kunstschule in Harwood. Im Jahr 1935 wurde das Museum der Universität übergeben. 1937 wurde das Museum nach Plänen von John Gaw Meem um ein Auditorium, eine Bühne, Ausstellungsräume und eine Bibliothek erweitert.  

## Sammlung
Die ständige Sammlung des Harwood Museum of Art umfasst mehr als 6500 Kunstwerke und ein Archiv mit 17.000 historischen Fotografien und Künstlerdokumenten. Mit Werken vom 18. Jahrhundert bis zur Gegenwart zeugt die Kunstsammlung des Museums sowohl vom multikulturellen Erbe der Stadt als auch von der Rolle, die Taos in der Entwicklung der amerikanischen Kunst gespielt hat.
Das Harwood Museum ist seit langem eng mit der Karriere von Agnes Martin verbunden. Nachdem sie sich fünf Jahre lang auf das Unterrichten konzentriert hatte, schrieb sich Martin 1946 an der University of New Mexico ein, um Kunst zu studieren. Sie verbrachte den Sommer 1947 an der UNM Harwood Art Field School in Taos und lebte von 1953 bis 1957 sporadisch in Taos. Martin kehrte 1968 nach New Mexico und 1993 nach Taos zurück, wo sie bis zu ihrem Tod im Dezember 2004 lebte.
Die Agnes Martin Gallery zeigt sieben Gemälde der Künstlerin. Diese Werke wurden ursprünglich 1993 im Carnegie International ausgestellt. Die Galerie wurde eigens für diese Bilder eingerichtet. Agnes Martin, die nie geplant hatte, ihre Werke als Serie oder in dieser Form auszustellen, war von der Ausstellung begeistert und schlug sogar die vier Bänke von Donald Judd vor, die im Oculus der Galerie aufgestellt wurden. Im Laufe ihres Lebens besuchte Agnes Martin die Galerie häufig und setzte sich auf die Bänke, um die einzigartige Umgebung zu genießen. Kunstwissenschaftler haben die Agnes Martin Gallery des Harwood Museum of Art mit der Matisse-Kapelle in Vence, der Ronchamp-Kapelle von Le Corbusier und der Rothko-Kapelle in Houston verglichen. Die Agnes Martin Gallery wurde 1996 eröffnet.